# Trolejbusy w Lublanie
Trolejbusy w Lublanie – system transportu trolejbusowego działający w latach 1951–1971 w Lublanie, stolicy Socjalistycznej Republiki Słowenii w ówczesnej Jugosławii (dziś Słowenia). Operatorem było przedsiębiorstwo komunikacyjne Ljubljana-Transport. Historycznie był to jeden z dwóch systemów trolejbusowych na terenie dzisiejszej Słowenii.

## Historia
Pierwszą linię trolejbusową otwarto 6 października 1951 r. na trasie z Bežigradu do Ježicy. Trolejbus nie kursował do samego centrum miasta, ponieważ dzisiejszą Dunajską cestę wciąż przecinały zelektryfikowane tory kolejowe i obawiano się problemów związanych z koniecznością skrzyżowania trakcji trolejbusowej z kolejową. Problem został rozwiązany w maju 1956 r., dzięki czemu linia trolejbusowa mogła zostać przedłużona aż do Ajdovščiny, gdzie zbudowano tramwajowo-trolejbusowy węzeł przesiadkowy.
Po likwidacji lublańskich tramwajów system trolejbusowy został rozbudowany. Rozwieszono sieć trakcyjną przez Celovšką cestę do Vižmari i przez Tržašką cestę do Viča. W 1957 r. uruchomiono linię trolejbusową nr 1 na trasie Vižmarje - Vič. W 1962 r. rozwieszono sieć trakcyjną nad Litostrojską cestą do linii kolejowej, a w 1964 r. na odcinku od Ježicy do Črnuča.
Ostatni trolejbus w Lublanie zjechał do zajezdni 4 września 1971 r. z linii nr 1. Po tej dacie na trasy trolejbusów wyjechały autobusy. Likwidację systemu uzasadniono następująco:
- troleje odłączały się od przewodów trakcyjnych i za każdym razem musiały być ponownie podłączane;
- zimą pojawiały się dodatkowe problemy z powodu opadów śniegu i solenia dróg: słona woda wchodziła w kontakt z przewodami trakcyjnymi i powodowała zwarcia. Zdarzało się nawet, że całe nadwozie trolejbusu było pod napięciem;
- brak możliwości wytyczenia objazdu w przypadku remontów dróg lub wypadków.